# Pixodaro
Pixodaro foi um sátrapa da Cária, filho de Hecatomno e irmão de Mausolo.
Hecatomno teve três filhos, Mausolo, Hidrieus e Pixodaro, e duas filhas, Artemísia e Ada. Mausolo se casou com Artemísia, e Hidrieus com Ada.
Mausolo foi o sucessor de Hecatomno, reinou por vinte e quatro anos, e, morrendo sem filhos, deixou o reino para sua irmã e esposa Artemísia. Depois de Artemísia, reinaram Hidrieus, Ada e Pixodaro, que derrubou Ada.
Uma das brigas de Filipe e Alexandre foi motivada por um episódio relacionado a Pixodaro: logo após Filipe ter se reconciliado com Alexandre através da influência de Demarato de Corinto, Pidoxaro, sátrapa da Cária, tentou se aliar a Filipe, casando sua filha mais velha com Filipe Arrideu, meio-irmão mais velho de Alexandre. Alexandre, então, propôs a Pidoxaro que ele deveria ignorar seu irmão bastardo e tolo, e casar sua filha com ele. Filipe entrou no quarto de Alexandre, levando consigo um amigo de Alexandre, Filotas, filho de Parménio, e deu-lhe uma enorme bronca, pois Alexandre queria se tornar genro de um escravo de um rei bárbaro.
Mais tarde, Ada foi restaurada por Alexandre, o Grande.